# 蒺藜草
蒺藜草（学名：Cenchrus echinatus）为禾本科蒺藜草属下的一个种。

## 扩展阅读
- 維基物種上的相關：蒺藜草